# John Carroll (1735–1815)
John Carroll (ur. 8 stycznia 1735 w Upper Marlboro (Maryland), zm. 3 grudnia 1815 w Baltimore) – amerykański duchowny, pierwszy biskup i arcybiskup Stanów Zjednoczonych. Służył w Archidiecezji Baltimore, założyciel najstarszego katolickiego uniwersytetu Georgetown University.
Carroll wstąpił do Towarzystwa Jezusowego w 1753. W 1755 rozpoczął studia filozoficzne i teologiczne w Liège (Belgia), po czternastu latach w 1769 przyjął święcenia kapłańskie. Carroll pozostaje w Europie, gdzie naucza w St-Omer i Liège oraz działa jako kapelan u brytyjskich arystokratów.
Gdy Towarzystwo Jezusowe zostało rozwiązane w 1773, Carroll powraca do Stanów Zjednoczonych, gdzie rozpoczyna prace misyjne w Maryland i Wirginii. W dniu 6 listopada 1789 zostaje powołany na biskupa Baltimore przez papieża Piusa VI. Zmarł 3 grudnia 1815 w Baltimore, pochowany w krypcie Bazyliki Wniebowzięcia Najświętszej Maryi Panny.